# Cevico de la Torre
Cevico de la Torre – gmina w Hiszpanii, w prowincji Palencia, w Kastylii i León, o powierzchni 50,85 km². W 2011 roku gmina liczyła 520 mieszkańców.